# Agrostis truncalata
Agrostis truncalata é uma espécie de gramínea do gênero Agrostis, pertencente à família Poaceae.